# Husås
Husås är en by och småort i Lits distrikt (Lits socken) i Östersunds kommun i Jämtlands län. Byn ligger på en höjd väster om älven Hårkan, vid länsväg Z 751 cirka 15 kilometer nordväst om tätorten Lit.

## Personer från orten
Konstnären, illustratören och fiolspelmannen Ola Gerhardt var född och uppväxt i Husås.